# Керенський Олександр Федорович
Олекса́ндр Фе́дорович Ке́ренський (рос. Александр Фёдорович Каренский, IPA: [ɐlʲɪkˈsandr ˈkʲerʲɪnskʲɪj]; ориг. правопис Олександръ Ѳедоровичь Керенскій; нар. 22 квітня (4 травня) 1881, Симбірськ, Російська імперія — 11 червня 1970, Нью-Йорк, США) — російський державний та політичний діяч, голова Тимчасового Уряду Російської Республіки (1917). Один з засновників Російської Республіки, адвокат, член Партії соціалістів-революціонерів. Після жовтненого перевороту більшовиків в Петрограді був вимушений зняти з себе всі повноваження, та емігрував в липні 1918 у США.

## Життєпис
Народився у родині директора Симбірської гімназії Федора Михайловича Керенського. З батьківського боку предки Олександра Керенського походять із середовища провінційного духовенства. Його дід Михайло Іванович із 1830 року служив священиком у селі Керенка Городищенського повіту Пензенської губернії. Від назви цього села і походить прізвище Керенських, хоча сам Олександр Керенський пов'язував її з повітовим Керенським містом тієї ж Пензенської губернії.
Молодший син Михайла Івановича Федір хоч і закінчив на відзнаку Пензенську духовну семінарію (1859), не став, як його старші брати Олександр і Григорій, священиком. Пропрацювавши шість років у духовному та повітовому училищах, він здобув вищу освіту на історико-філологічному факультеті Казанського університету (1869) і потім викладав російську словесність, педагогіку та латинську мову у різних навчальних закладах Казані.
У Казані Ф. М. Керенський одружився з Надією Адлер — донькою начальника топографічного бюро Казанського військового округу. По батьковій лінії М. Адлер була дворянкою російсько-німецького походження, а по материнській — онукою кріпака, який ще до скасування кріпосного права зумів викупитися на волю і згодом став багатим московським купцем. Він залишив онуці значний спадок. Розмови про єврейське походження Керенського по материнській лінії періодично виникали в антисемітських колах як у передреволюційний період, так і в роки Громадянської війни та в еміграції. Особливо популярна була версія, що «Керенський, син австрійської єврейки Адлер, яка була одружена (першим шлюбом) за євреєм Кірбісом, до хрещення носив ім'я Арона. Овдовівши, його мати вийшла вдруге заміж за вчителя Керенського». Але ці чутки не відповідають дійсності.
У 1877—1879 роках Федір Керенський був директором В'ятської чоловічої гімназії та у чині колезького радника отримав призначення на посаду директора Симбірської чоловічої гімназії. Найвідомішим вихованцем Федора Керенського став Володимир Ілліч Ульянов (Ленін) — син його начальника, директора симбірських училищ Іллі Миколайовича Ульянова. Саме Федір Михайлович Керенський поставив йому єдину четвірку (за логікою) в атестат золотого медаліста 1887 року. Сім'ї Керенських і Ульянових у Симбірську пов'язували дружні стосунки, вони мали багато спільного у способі життя, становищі у суспільстві, інтересах, походження. Федір Михайлович після того, як помер Ілля Миколайович Ульянов, брав участь у житті дітей Ульянових. У 1887 році, вже після того, як був заарештований і страчений Олександр Ілліч Ульянов, він дав братові революціонера Володимиру Ульянову позитивну характеристику для вступу в Казанський університет. У цьому року Ф. М. Керенський отримав чин дійсного статського радника, що давало декларація про спадкове дворянство.
У Симбірську в сім'ї Керенських народилися два сини — Олександр і Федір (до них у Казані з'являлися ще дочки — Надія, Олена, Ганна). Сашко, довгоочікуваний син, користувався винятковою любов'ю батьків. У дитинстві він переніс туберкульоз стегнової кістки. Після операції хлопчик півроку був змушений провести в ліжку, а потім довгий час не знімав металевого, кованого чобота з вантажем. За спогадами самого Керенського, цей період йому став важким, але намагався присвятити себе прочитанню книжок, які до хвороби не хотів читати самостійно. До 1887 хвороба Керенського відступила.
У травні 1889 року Федір Михайлович Керенський був призначений головним інспектором училищ Туркестанського краю та з родиною переїхав до Ташкента. Восьмирічний Сашко почав навчатися в Ташкентській чоловічій гімназії, де був старанним та успішним учнем. У старших класах в Олександра була репутація вихованого юнака, вмілого танцюриста, здібного актора. Він із задоволенням брав участь у аматорських спектаклях, з особливим блиском виконував роль Хлестакова.
У 1899 Олександр із золотою медаллю закінчив Ташкентську гімназію і вступив на історико-філологічний факультет Санкт-Петербурзького університету, але згодом перевівся юридичного факультету.

### Політична діяльність
Свою першу політичну промову виголосив на студентських зборах наприкінці другого курсу університету. До того моменту Керенський вважався студентом із бездоганною репутацією, але після виступу його викликали до ректора університету, який запропонував взяти відпустку та пожити разом із сім'єю.
У грудні 1904 став помічником присяжного повіреного Н. А. Оппеля. Брав участь у комітеті допомоги жертвам подій 9(22) січня 1905 року, створеному об'єднанням адвокатів. З жовтня 1905 Керенський писав для революційного соціалістичного бюлетеня «Буревісник», який стала видавати «Організація збройного повстання». «Буревісник» став однією з перших жертв поліцейських репресій: тираж восьмого (за іншими даними дев'ятого) номера був конфіскований. 23 грудня у квартирі Керенського було проведено обшук, під час якого було знайдено листівки «Організації збройного повстання» та револьвер, який призначався для самооборони. В результаті обшуку було підписано ордер на арешт за звинуваченням у приналежності до бойової дружини есерів. Керенський у попередньому ув'язненні перебував у Хрестах до 5 (18) квітня 1906 року. Перший час йому не звинувачували, тому після того, як закінчився законний термін затримання — 14 днів, — Керенський подав листа помічникові прокурора Санкт-Петербурзького окружного суду для з'ясування обставин затримання. Не отримавши їх, розпочав голодування. Зважаючи на зміну політичного клімату через скликання I Думи і за нестачею доказів, був звільнений і висланий з дружиною та однорічним сином Олегом у Ташкент. У середині серпня 1906 року повернувся до Санкт-Петербурга.
У жовтні 1906 року на прохання адвоката Миколи Дмитровича Соколова Керенський почав свою кар'єру політичного захисника в судовому процесі в Ревелі: захищав селян, які розграбували маєтки остзейських баронів. Брав участь у низці великих політичних процесів.
З 22 грудня 1909 (4 січня 1910) року він став присяжним повіреним у Санкт-Петербурзі, а раніше був помічником присяжного повіреного.
У 1910 був головним захисником на процесі туркестанської організації соціалістів-революціонерів, які звинувачувалися в антиурядових озброєних акціях. Процес для есерів пройшов успішно, адвокату вдалося не допустити винесення смертних вироків.
У серпні серпня 1910 року захищав Ніколаєва-Хурі, у складі так званої «групи з 18 чоловіків», звинувачених у причетності до експропріацій у Казані та приналежності до Казанської організації партії есерів у 1906—1907 роках.
На початку 1912 року захищав на судовому процесі у Санкт-Петербурзі учасників вірменської партії Дашнакцутюн.
У 1912 році брав участь у громадській комісії (так званій «комісії адвокатів») з розслідування розстрілу робітників на Лєнських золотих копальнях.
Виступав на підтримку Менделя Бейліса, у зв'язку з чим зазнавав судового переслідування під час справи 25 адвокатів.
У 1912 став членом масонської організації «Великий Схід народів Росії».
У червні 1913 року був обраний головою IV Всеросійського з'їзду працівників торгівлі та промисловості.
1914 року у «справі 25 адвокатів» за образу Київської судової палати було засуджено до 8-місячного ув'язнення. Однак, як чинний депутат, Керенський мав недоторканність, яка не була знята Державною думою. За касаційною скаргою ув'язнення було замінено забороною займатися адвокатською практикою протягом 8 місяців.
Було обрано депутатом IV Державної думи від міста Вольська Саратовської губернії; оскільки ж партія есерів ухвалила рішення бойкотувати вибори, формально вийшов із цієї партії і вступив до фракції «трудовиків», яку очолив 1915 року. У думі виступав із критичними промовами на адресу уряду і набув слави одного з найкращих ораторів лівих фракцій. Входив до бюджетної комісії думи.
У 1915—1917 роках — генеральний секретар Верховної ради «Великого сходу народів Росії» — парамасонської організації, члени-засновники якої в 1910—1912 роках вийшли з ложі «Відродження» Великого сходу Франції. Великий схід народів Росії не визнавався іншими масонськими великими ложами як масонська організація, оскільки пріоритетним завданням собі ставив політичну активність. Крім Керенського до Верховної ради Великого сходу народів Росії входили такі політичні діячі, як Микола Семенович Чхеїдзе, Олександр Ісаєвич Браудо, Сергій Дмитрович Масловський-Мстиславський, Микола Віссаріонович Некрасов, Сергій Дмитрович Урусов та інші.
У червні-липні 1915 року здійснив поїздку по ряду міст Поволжя та Півдня Росії.
1916 року за наказом голови ради міністрів Бориса Володимировича Штюрмера в Туркестані почалася мобілізація на тилові роботи 200 тисяч корінних жителів. До цього за законами Російської імперії корінне населення не підлягало призову до армії. Указ про «реквізицію корінних жителів» викликав повстання в Туркестані та Степовому краї місцевого населення, яке було жорстоко придушене. Для розслідування цих подій Державна Дума створила комісію, яку очолив Керенський. Вивчивши події на місці, він поклав провину за царський уряд, звинуватив міністра внутрішніх справ у перевищенні повноважень, зажадав залучення до суду корумпованих місцевих чиновників. Такі виступи створили Керенському образ безкомпромісного викривача вад царського режиму, принесли популярність серед лібералів, створили репутацію одного з лідерів думської опозиції. До 1917 року він був досить відомим політиком, який також очолював фракцію «трудовиків» у Держдумі IV скликання. У своїй думській промові 16 (29) грудня 1916 року він фактично закликав до повалення самодержавства, після чого імператриця Олександра Федорівна заявила, що «Керенського слід повісити» (за іншими джерелами — «Керенського слід повісити разом із Гучковим»).
Микола Миколайович Суханов у своїй фундаментальній роботі «Записки про революцію» повідомляє, що до революції Керенський був під наглядом Охоронного відділення на прізвисько «Швидкий» через звичку бігати вулицями, на ходу застрибуючи у трамвай і зістрибуючи назад. Для стеження поліції доводилося наймати візника. Історик Сергій Васильович Утєхін, який особисто добре знав Керенського, як важливий факт наголошував на тому, що «у 1916 році йому вирізали нирку і в 1917-му майже весь час у нього були сильні болі. Ви пам'ятаєте, напевно, що він був істеричний і непритомний падав? Так він непритомний від хвороби падав, не витримував болів». Онук Керенського вказував, що з цієї операції Керенський потім приймав внутрішньовенний морфін протягом усього революційного періоду.

## Політична діяльність
1912 — обраний до Державної думи від «Трудової групи», був головою фракції трудовиків. 1912-го прийнятий до масонської ложі.
1917 — брав участь у створенні та роботі Тимчасової політичної Державної думи, був обраний товаришем голови Петроградської Ради робітничих депутатів від партії есерів. У Тимчасовому Уряді був міністром юстиції, військовим та морським міністром, міністром-головою, поєднував посади міністра-голови і верховного головнокомандуючого. У середині травня 1917 як військовий міністр побував в Одесі та Севастополі, разом з командувачем флоту Колчаком, агітував за продовження війни і за єдину Росію, тоді ж пропонував Юрію Тютюннику перехід в Штаб Одеського Воєнного Округу.
Після Жовтневого перевороту перейшов на нелегальне становище у Фінляндії. 1918 — намагався брати участь в роботі Всеросійських Установчих Зборів, але отримав відмову від есерів. У червні за дорученням «Спілки відродження Росії» виїхав до Франції і Великої Британії для переговорів з західними урядами про підтримку.
1922 — голова редакції есерівської газети «Дни», яка видавалась у Берліні та Парижі до 1932-го.
На процесі Самуїла Шварцбарда, який убив Симона Петлюру, заступався за Шварцбарда і був на його стороні.

### Життя в еміграції
1940 року переїхав до США.
У 1950-1960-ті працював у Гуверовському інституті війни, революції та миру; підготував трьохтомник документів про діяльність Тимчасового Уряду.
У 1963-1964 надиктував останню редакцію книги спогадів, яка вийшла 1965-го.
1964 року Керенський дав відоме півторагодинне інтерв'ю Радіо Канада, у якому прізвище колишнього очільника Російської республіки з його мовчазної згоди вимовляється неправильно, з ударом на другому складі  .
Похований у Лондоні на цвинтарі Патні-Вейл.

## Керенський і Україна

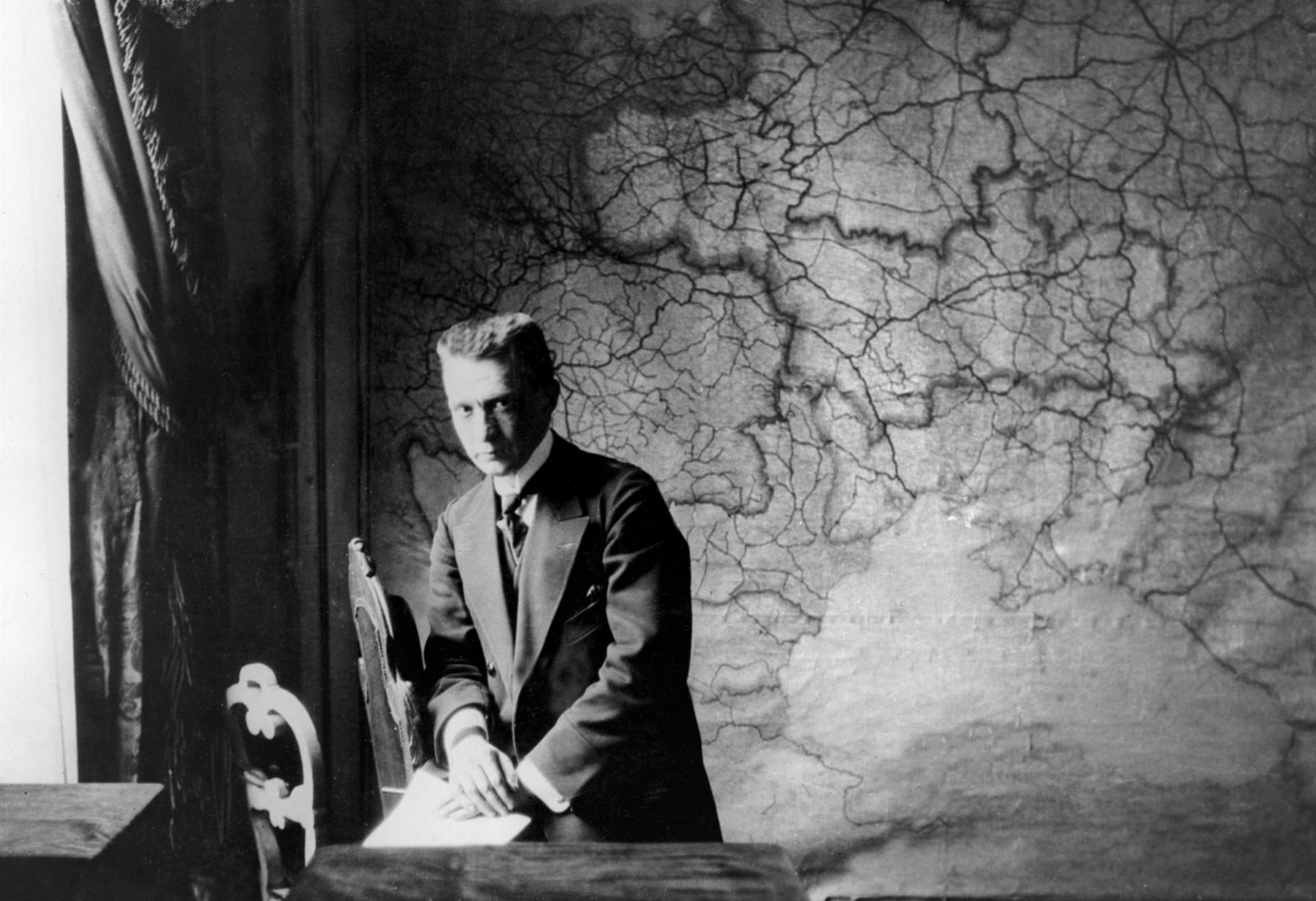
На фоні мапи на якій вже є УНР

1917 року він часто виступав у містах України, а після проголошення Першого Універсалу прибув до Києва, зустрівся з Михайлом Грушевським, відвідав Маріїнський палац і будівлю Центральної Ради, де промовив: «Якщо Росія зжила себе, то процес її розпаду повинен піти звідси [з Києва]», на що діяч УНР Олександр Шульгин пророче відповів «Пам'ятайте, Олександре Федоровичу, порятунок Росії в її децентралізації, і якщо вона не буде вчасно децентралізована, то вона загине».